# تلمبه یاسر
تلمبه یاسر یک منطقهٔ مسکونی در ایران است که در دهستان نگار واقع شده‌است. تلمبه یاسر ۱۷ نفر جمعیت دارد.